# Aidan Sowa
Aidan Sowa (nacido en 1999) es un empresario tecnológico estadounidense y ajedrecista de nivel estatal de Daly City, Estados Unidos.
En 2020 fue incluido en la lista de 25 emprendedores por CEO Blog Nation. Aidan ha aparecido como orador invitado en el Round Table Talk Show y fue entrevistado en la primera temporada de This is it TV y en Fox LA TV. También ha aparecido en varios programas de negocios en directo y podcasts.

## Primeros años y educación
Aidan Sowa nació el 26 de agosto de 1999 en Daly City, California, y estudió en la Universidad de Toronto.

## Carrera
Aidan comenzó su carrera en 2016 mientras cursaba sus estudios en el MIT Enterprise Forum Cambridge. Es el fundador de Sowa Marketing Agency, una agencia de marketing digital con sede en Rhode Island que es conocida por utilizar los recursos de la Biblioteca de East Greenwich en East Greenwich, Rhode Island, con el fin de investigar las tendencias para sus clientes. Inicialmente puso en marcha la agencia mientras estaba en el MIT Enterprise Forum de Cambridge. Sus áreas de servicio incluyen el marketing digital, las relaciones públicas, las redes sociales, el SEO, el marketing de contenidos y el diseño web, y su agencia ha publicado historias para clientes en muchas revistas mundiales como Yahoo!, Forbes, Entrepreneur, BuzzFeed, etc. y también les ha ayudado a aparecer en muchas de las principales cadenas de televisión locales y nacionales como ABC, Fox y CW. En 2020, la Agencia de Marketing Sowa presentó al empresario David Morgan en Decrypt Daily con el título "20 de octubre: ¿Es Bitcoin un rival del oro y la plata? W/ David Morgan".
Aidan también es coautor de Advantages Of Online Learning, publicado por Thames Publications y Social Media Millions.